# Едекон
Едекон или Едеко (? - 469) био је поглавица Скира. У његово време су Скири били као вазали подређени Хунима, односно њиховом краљу Атили. Едекон је стекао изузетно Атилино поверење, поставши његов лични телохранитељ. То је поверење потврдио када је 448/449. када је послат у Константинопољ на челу изасланства које је од источноримског цара Теодосија II преговарало о данку. Том приликом Едекону је, по наговору главног царског саветника Хрисафија, понуђен мито да мучки убије Атилу. Едекон је о целој завери известио Атилу, а што је Атила искористио као повод да Теодосију наметне још већи данак.
Едекон је учествовао у бици на Каталаунским пољима. Остао је уз Атилу све до његове смрти 453. Након што је избио грађански рат међу његовим синовима, године 454. се прикључио побуњеним Гепидима и Остроготима и заједно с њима учествовао у бици на реци Недао у којој су Хуни потпуно разбијени и протерани преко Карпата. Едекон је после у Панонији настојао створити скирску државу, али се она није дуго одржала. Године 469. се прикључио антиостроготској коалицији коју је организовао источноримски цар Лав I, али је она поражена у бици код Болије у којој је Едекон погинуо.
Едеконови синови су, пак, остварили запажене каријере у два римска царства. Хунулф је постао источноримски магистер милитум, док је Одоакар постао западноримски официр који је 476. постао краљ Италије, срушивши тако западно царство.